# Santiago Cuiza
Jhonny Santiago Cuiza Cayo (Tarija, 16 giugno 2005) è un calciatore boliviano, difensore del Real Tomayapo.

## Carriera

### Club
È cresciuto nel settore giovanile del Real Tomayapo, con cui ha debuttato il 7 maggio 2022 nell'incontro di Primera División vinto 1-0 contro il Nacional Potosí. Ha segnato il suo primo gol l'8 aprile 2024 nella partita vinta 2-1 contro il Real Santa Cruz.

### Nazionale
Nel 2025 ha giocato 4 partite nel campionato sudamericano Under-20.

## Statistiche

### Presenze e reti nei club
Statistiche aggiornate al 23 gennaio 2025.
| Stagione        | Squadra         | Campionato      | Campionato | Campionato | Coppe nazionali | Coppe nazionali | Coppe nazionali | Coppe continentali | Coppe continentali | Coppe continentali | Altre coppe | Altre coppe | Altre coppe | Totale | Totale | Totale |
| Stagione        | Squadra         | Comp            | Pres       | Reti       | Comp            | Pres            | Reti            | Comp               | Pres               | Reti               | Comp        | Pres        | Reti        | Pres   | Reti   |        |
| --------------- | --------------- | --------------- | ---------- | ---------- | --------------- | --------------- | --------------- | ------------------ | ------------------ | ------------------ | ----------- | ----------- | ----------- | ------ | ------ | ------ |
| 2022            | Real Tomayapo   | PD              | 15         | 0          | -               | -               | -               | -                  | -                  | -                  | -           | -           | -           | 15     | 0      |        |
| 2023            | Real Tomayapo   | PD              | 0          | 0          | CdL             | 5               | 0               | -                  | -                  | -                  | -           | -           | -           | 5      | 0      |        |
| 2024            | Real Tomayapo   | PD              | 25         | 1          | CdL             | 0               | 0               | CS                 | 3                  | 0                  | -           | -           | -           | 28     | 1      |        |
| Totale carriera | Totale carriera | Totale carriera | 40         | 1          |                 | 5               | 0               |                    | 3                  | 0                  |             | -           | -           | 48     | 1      |        |